# Jimmy Ashcroft
James Ashcroft, detto Jimmy (Liverpool, 12 settembre 1878 – 9 aprile 1943), è stato un calciatore inglese.
Negli primi anni del XX secolo è stato il portiere del Woolwich Arsenal.

## Carriera

### Esordi
Ashcroft cominciò a giocare con diverse squadre, prima di firmare un contratto non professionistico con l'Everton. Nel 1899 si trasferì nel sud del paese, per giocare con il Gravesend United, squadra della Southern League. L'anno dopo andò al Woolwich Arsenal, squadra della Football League, firmando un contratto professionistico nel giugno del 1900.

### Woolwich Arsenal
Debuttò immediatamente contro il Burton Swifts, il 15 settembre 1900; benché il Woolwich perse 1-0, Ashcroft divenne titolare per quella stagione e per quella seguente. Nella stagione 1901-02, 
rimase imbattuto in 17 incontri di campionato su 34, e in sei gare consecutive (record per l'Arsenal, eguagliato soltanto dall'austriaco Alex Manninger nel 1998). L'Arsenal chiuse quarto in quell'anno (giocava in Second Division), mentre l'anno dopo terminò terzo.
Nella stagione 1903-04 Ashcroft non subì reti in 20 partite su 34, record per i Gunners, dando così un grande contributo alla promozione della sua squadra in First Division. Nella stagione 1904-1905 il portiere fece segnare il record di 154 partite consecutive con la maglia dell'Arsenal (record in seguito migliorato da Tom Parker). Nelle stagioni seguenti, la 1905-06 e la 1906-07, la squadra londinese raggiunse le semifinali di FA Cup con in porta Ashcroft: il portiere si guadagnò anche tre presenze con la Nazionale inglese, vestendone la divisa nelle tre partite del British Home Championship 1906 (due vittorie e una sconfitta), vinto in condivisione con la Scozia). Ashcroft detiene dunque un altro record: fu il primo giocatore dell'Arsenal ad essere convocato nella selezione nazionale inglese.

### Blackburn e Tranmere
In totale Ashcroft prese parte a 303 partite con l'Arsenal. Venne ceduto al Blackburn Rovers nell'estate 1908, per rispondere ai problemi finanziari che attanagliavano la società londinese in quegli anni. Per i Rovers giocò oltre 120 gare, raggiungendo un'altra semifinale di FA Cup nel 1911, e vincendo il titolo inglese nel 1912. Nel 1913 terminò il suo contratto, cosicché venne ceduto a costo zero.
Dopo un periodo senza squadra, Ashcroft riuscì finalmente ad accasarsi al Tranmere Rovers, con il quale giocò un altr'anno prima che la prima guerra mondiale fermasse lo sport europeo. Si ritirò in quell'anno. Morì nel 1943, all'età di 64 anni.

## Statistiche

### Presenze e reti nell'Arsenal
| Stagione                | Club                    | Campionato              | Campionato | Campionato |
| Stagione                | Club                    | Comp.                   | Pres.      | Reti       |
| ----------------------- | ----------------------- | ----------------------- | ---------- | ---------- |
| 1900–1901               | Woolwich Arsenal        | 2D                      | 32         | 0          |
| 1901–1902               | Woolwich Arsenal        | 2D                      | 34         | 0          |
| 1902–1903               | Woolwich Arsenal        | 2D                      | 34         | 0          |
| 1903–1904               | Woolwich Arsenal        | 2D                      | 34         | 0          |
| 1904–1905               | Woolwich Arsenal        | 1D                      | 33         | 0          |
| 1905–1906               | Woolwich Arsenal        | 1D                      | 35         | 0          |
| 1906–1907               | Woolwich Arsenal        | 1D                      | 35         | 0          |
| 1907–1908               | Woolwich Arsenal        | 1D                      | 36         | 0          |
| Totale Woolwich Arsenal | Totale Woolwich Arsenal | Totale Woolwich Arsenal | 273        | 0          |

### Cronologia presenze e reti in nazionale
| Cronologia completa delle presenze e delle reti in nazionale ― Inghilterra | Cronologia completa delle presenze e delle reti in nazionale ― Inghilterra | Cronologia completa delle presenze e delle reti in nazionale ― Inghilterra | Cronologia completa delle presenze e delle reti in nazionale ― Inghilterra | Cronologia completa delle presenze e delle reti in nazionale ― Inghilterra | Cronologia completa delle presenze e delle reti in nazionale ― Inghilterra | Cronologia completa delle presenze e delle reti in nazionale ― Inghilterra | Cronologia completa delle presenze e delle reti in nazionale ― Inghilterra |
| Data                                                                       | Città                                                                      | In casa                                                                    | Risultato                                                                  | Ospiti                                                                     | Competizione                                                               | Reti                                                                       | Note                                                                       |
| -------------------------------------------------------------------------- | -------------------------------------------------------------------------- | -------------------------------------------------------------------------- | -------------------------------------------------------------------------- | -------------------------------------------------------------------------- | -------------------------------------------------------------------------- | -------------------------------------------------------------------------- | -------------------------------------------------------------------------- |
| 17-2-1906                                                                  | Belfast                                                                    | Irlanda                                                                    | 0 – 5                                                                      | Inghilterra                                                                | Torneo Interbritannico 1906                                                | -                                                                          |                                                                            |
| 19-3-1906                                                                  | Cardiff                                                                    | Galles                                                                     | 0 – 1                                                                      | Inghilterra                                                                | Torneo Interbritannico 1906                                                | -                                                                          |                                                                            |
| 7-4-1906                                                                   | Glasgow                                                                    | Scozia                                                                     | 2 – 1                                                                      | Inghilterra                                                                | Torneo Interbritannico 1906                                                | -2                                                                         |                                                                            |
| Totale                                                                     |                                                                            | Presenze                                                                   | 3                                                                          |                                                                            | Reti                                                                       | -2                                                                         |                                                                            |

## Palmarès

### Club

#### Competizioni nazionali
- Campionato inglese: 1

Blackburn: 1911-1912
- Community Shield: 1

Blackburn: 1912